# Zoltán Lipták
Zoltán Lipták (ur. 10 grudnia 1984 w Salgótarján) – węgierski piłkarz występujący na pozycji obrońcy w klubie Diósgyőri VTK, reprezentant Węgier w latach 2010-2014.

## Kariera klubowa
Wychowanek amatorskiego klubu Somos SE. Następnie trenował w szkółkach  piłkarskich Salgótarjáni BTC oraz Szolnoki MÁV FC, w barwach którego rozpoczął karierę na poziomie seniorskim występując w Nemzeti Bajnokság II. W połowie 2005 roku został on graczem Lombard Pápa. 30 lipca tego samego roku zadebiutował w węgierskiej ekstraklasie w zremisowanym 1:1 meczu przeciwko Tatabánya FC. Miesiąc później zdobył pierwszą w karierze bramkę w NBI w spotkaniu z Budapest Honvéd FC (2:2). Po sezonie 2005/06 jego klub zajął ostatnie miejsce w tabeli oznaczające degradację do NBII.
W styczniu 2007 roku wyjechał on na testy do angielskiego Huddersfield Town, jednak nie podpisano z nim kontraktu. Latem 2007 roku podpisał 2-letnią umowę z Southend United  występującym w League One. W barwach tego klubu nie rozegrał on żadnego meczu ligowego, zaliczając w międzyczasie wypożyczenie do Stevenage Borough (Conference National), gdzie rozegrał 2 spotkania. W czerwcu 2008 roku władze Southend United wytransferowały go do Újpest FC, tłumacząc decyzję tym, iż nie rozwijał się on w sposób, którego oczekiwał sztab szkoleniowy.

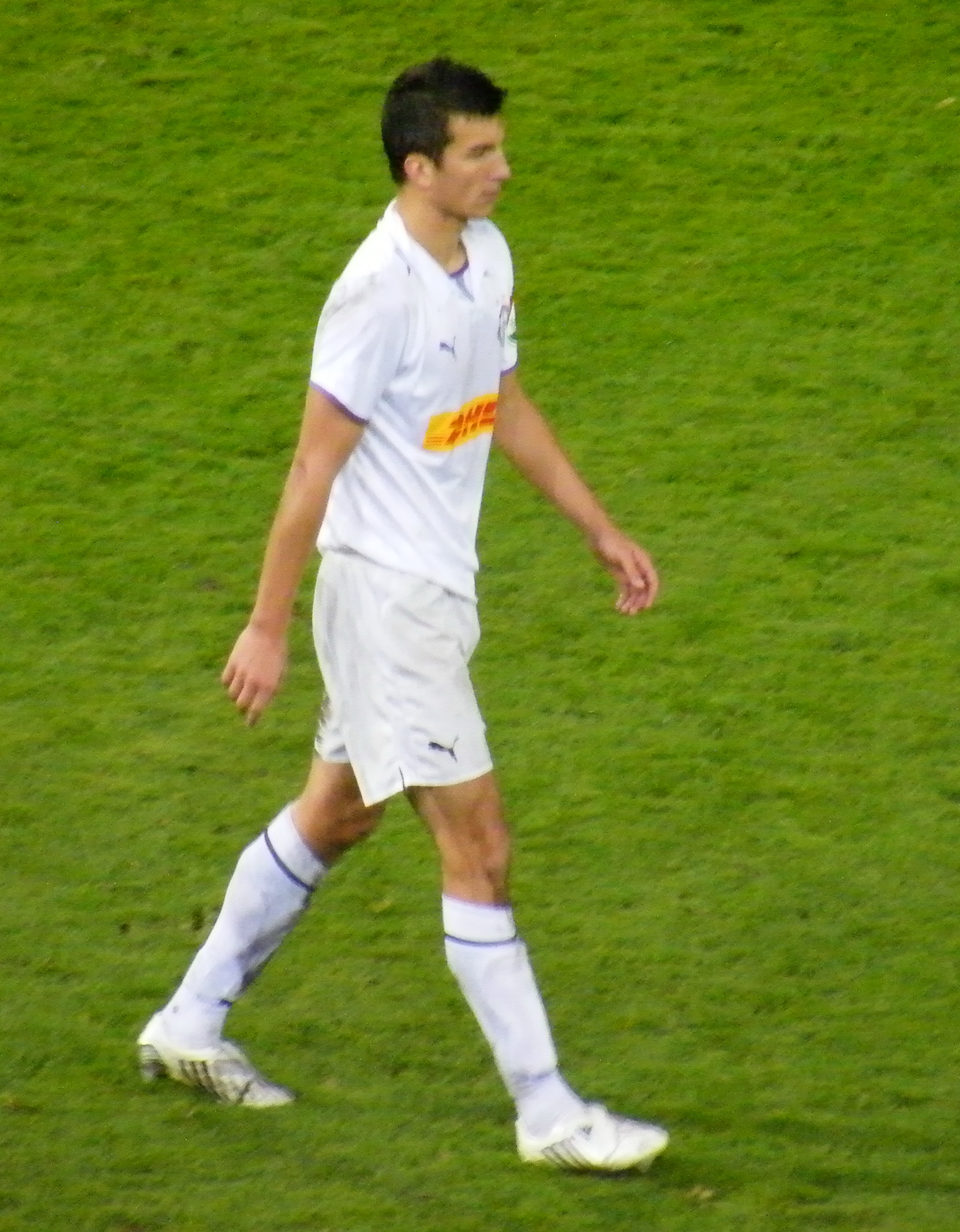
Zoltán Lipták w barwach Újpest FC (2008)

Po pół roku gry w Újpeszcie zainteresowanie nim wyraził Southampton FC. W lutym 2009 roku wypożyczono go na pół roku z opcją pierwokupu i podpisania wówczas 2-letniej umowy. Początkowo grywał on w zespole rezerw, gdzie zbierał pochlebne recenzje i po pewnym czasie został włączony do składu pierwszego zespołu, gdzie zaliczył 7 ligowych spotkań. Po zakończeniu sezonu 2008/09 Southampton spadł do League One. Zarząd klubu zdecydował o zakończeniu okresu wypożyczenia Liptáka.
W lecie 2009 roku Lipták podpisał umowę z Videoton FC, gdzie po roku powierzono mu funkcję zastępcy kapitana zespołu. W sezonie 2010/11 wywalczył on pierwszy w historii klubu tytuł mistrza Węgier a także Superpuchar Węgier po zwycięstwie 1:0 nad Kecskeméti TE. Dobra gra Liptáka zaowocowała w 2010 roku pierwszym powołaniem do reprezentacji Węgier. Po zatrudnieniu na stanowisku trenera Videotonu Paulo Sousy Lipták popadł z nim w konflikt, co skutkowało utratą miejsca w pierwszym składzie i tymczasowym zesłaniem do zespołu rezerw. Przestał on również pełnić funkcję kapitana drużyny, gdyż zdaniem Sousy wykazywał się brakiem lojalności wobec klubu. Mimo to, selekcjoner Sándor Egervári oświadczył, iż zamierza dalej powoływać go do drużyny narodowej. Jesienią 2011 roku, po rozegraniu w kadrze dwóch spotkań w ramach eliminacji Mistrzostw Europy 2012 Lipták postanowił odejść z Videotonu. Jego kontrakt rozwiązany został za porozumieniem stron.
Liptákiem zainteresował się manedżer Brendan Rodgers, którego Swansea City w debiutanckim sezonie w Premiership zmagała się z kontuzjami obrońców. Zaproszono go na testy, jednak sztab szkoleniowy zdecydował się zatrudnić w jego miejsce Wangelisa Morasa. Wkrótce po tym Lipták odbył testy w występującym w Championship Brighton & Hove Albion, które również nie zdecydowało się na podpisanie z nim kontraktu i po trzeciej nieudanej próbie angażu w lidze angielskiej powrócił na Węgry.
W listopadzie 2011 roku ponownie został zawodnikiem Újpest FC, podpisując umowę, która gwarantowała, że będzie mógł odejść, gdyby drużyna zakończyła sezon w dolnej połowie tabeli. Újpest zakończył rozgrywki na 13. pozycji w lidze węgierskiej, w wyniku czego zdecydował się on poszukać nowego klubu. Przed sezonem 2012/13 znalazł się w kręgu zainteresowań m.in. Śląska Wrocław, który przygotowywał się do eliminacji Ligi Mistrzów. Ostatecznie zdecydował się on podpisać 5-letnią umowę z Győri ETO FC, gdzie zaczął pełnić funkcję kapitana zespołu. W 2013 roku wywalczył z tym klubem tytuł mistrzowski i dotarł do finału Pucharu Węgier. W czerwcu 2015 roku przeniósł się do Diósgyőri VTK.

## Kariera reprezentacyjna
W latach 2003-2005 występował w kadrze Węgier U-21, w której zaliczył 15 występów.
11 sierpnia 2010 zadebiutował w seniorskiej reprezentacji Węgier w przegranym 1:2 towarzyskim meczu przeciwko Anglii na Wembley. W czerwcu 2011 roku zdobył jedyną bramkę dla drużyny narodowej w meczu z San Marino (3:0) w ramach eliminacji Mistrzostw Europy 2012. Ogółem w latach 2010-2014 rozegrał on dla reprezentacji Węgier 18 spotkań i strzelił 1 gola.
Mecze w reprezentacji
| Zoltán Lipták - oficjalne mecze w reprezentacji Węgier (2010-2014) | Zoltán Lipták - oficjalne mecze w reprezentacji Węgier (2010-2014) | Zoltán Lipták - oficjalne mecze w reprezentacji Węgier (2010-2014) | Zoltán Lipták - oficjalne mecze w reprezentacji Węgier (2010-2014) | Zoltán Lipták - oficjalne mecze w reprezentacji Węgier (2010-2014) | Zoltán Lipták - oficjalne mecze w reprezentacji Węgier (2010-2014) | Zoltán Lipták - oficjalne mecze w reprezentacji Węgier (2010-2014) | Zoltán Lipták - oficjalne mecze w reprezentacji Węgier (2010-2014) | Zoltán Lipták - oficjalne mecze w reprezentacji Węgier (2010-2014) |
| #                                                                  | Data                                                               | Miejsce                                                            | Przeciwnik                                                         | Wynik                                                              | Minuty                                                             | Bramki                                                             | Kartki                                                             | Ranga zawodów                                                      |
| ------------------------------------------------------------------ | ------------------------------------------------------------------ | ------------------------------------------------------------------ | ------------------------------------------------------------------ | ------------------------------------------------------------------ | ------------------------------------------------------------------ | ------------------------------------------------------------------ | ------------------------------------------------------------------ | ------------------------------------------------------------------ |
| 1.                                                                 | 11 sierpnia 2010                                                   | Stadion Wembley, Londyn                                            | Anglia                                                             | 1:2                                                                | 55'                                                                |                                                                    |                                                                    | Mecz towarzyski                                                    |
| 2.                                                                 | 3 września 2010                                                    | Råsundastadion, Solna                                              | Szwecja                                                            | 0:2                                                                | 90'                                                                |                                                                    | Żółta kartka                                                       | Eliminacje Mistrzostw Europy 2012                                  |
| 3.                                                                 | 7 września 2010                                                    | Stadion im. Ferenca Szuszy, Budapeszt                              | Mołdawia                                                           | 2:1                                                                | 90'                                                                |                                                                    | Żółta kartka                                                       | Eliminacje Mistrzostw Europy 2012                                  |
| 4.                                                                 | 12 października 2010                                               | Stadion Olimpijski, Helsinki                                       | Finlandia                                                          | 2:1                                                                | 90'                                                                |                                                                    | Żółta kartka                                                       | Eliminacje Mistrzostw Europy 2012                                  |
| 5.                                                                 | 17 listopada 2010                                                  | Stadion Sóstói, Székesfehérvár                                     | Litwa                                                              | 2:0                                                                | 90'                                                                |                                                                    |                                                                    | Mecz towarzyski                                                    |
| 6.                                                                 | 25 marca 2011                                                      | Stadion im. Ferenca Puskása, Budapeszt                             | Holandia                                                           | 0:4                                                                | 90'                                                                |                                                                    | Żółta kartka                                                       | Eliminacje Mistrzostw Europy 2012                                  |
| 7.                                                                 | 3 czerwca 2011                                                     | Stade Josy Barthel, Luksemburg                                     | Luksemburg                                                         | 1:0                                                                | 90'                                                                |                                                                    |                                                                    | Mecz towarzyski                                                    |
| 8.                                                                 | 7 czerwca 2011                                                     | Stadion Olimpijski, Serravalle                                     | San Marino                                                         | 3:0                                                                | 87'                                                                | Gol                                                                |                                                                    | Eliminacje Mistrzostw Europy 2012                                  |
| 9.                                                                 | 10 sierpnia 2011                                                   | Stadion im. Ferenca Puskása, Budapeszt                             | Islandia                                                           | 4:0                                                                | 45'                                                                |                                                                    |                                                                    | Mecz towarzyski                                                    |
| 10.                                                                | 2 września 2011                                                    | Stadion im. Ferenca Puskása, Budapeszt                             | Szwecja                                                            | 2:1                                                                | 74'                                                                |                                                                    | Żółta kartka                                                       | Eliminacje Mistrzostw Europy 2012                                  |
| 11.                                                                | 7 września 2012                                                    | Estadi Comunal d'Andorra la Vella, Andora                          | Andora                                                             | 5:0                                                                | 90'                                                                |                                                                    |                                                                    | Eliminacje Mistrzostw Świata 2014                                  |
| 12.                                                                | 11 września 2012                                                   | Stadion im. Ferenca Puskása, Budapeszt                             | Holandia                                                           | 1:4                                                                | 90'                                                                |                                                                    |                                                                    | Eliminacje Mistrzostw Świata 2014                                  |
| 13.                                                                | 6 września 2013                                                    | Arena Narodowa, Bukareszt                                          | Rumunia                                                            | 0:3                                                                | 90'                                                                |                                                                    | Żółta kartka                                                       | Eliminacje Mistrzostw Świata 2014                                  |
| 14.                                                                | 15 października 2013                                               | Stadion im. Ferenca Puskása, Budapeszt                             | Andora                                                             | 2:0                                                                | 45'                                                                |                                                                    |                                                                    | Eliminacje Mistrzostw Świata 2014                                  |
| 15.                                                                | 5 marca 2014                                                       | ETO Park, Győr                                                     | Finlandia                                                          | 1:2                                                                | 56'                                                                |                                                                    |                                                                    | Mecz towarzyski                                                    |
| 16.                                                                | 22 maja 2014                                                       | Nagyerdei Stadion, Debreczyn                                       | Dania                                                              | 2:2                                                                | 57'                                                                |                                                                    |                                                                    | Mecz towarzyski                                                    |
| 17.                                                                | 4 czerwca 2014                                                     | Stadion im. Ferenca Puskása, Budapeszt                             | Albania                                                            | 1:0                                                                | 90'                                                                |                                                                    |                                                                    | Mecz towarzyski                                                    |
| 18.                                                                | 7 września 2014                                                    | Groupama Aréna, Budapeszt                                          | Irlandia Północna                                                  | 1:2                                                                | 90'                                                                |                                                                    |                                                                    | Eliminacje Mistrzostw Europy 2016                                  |

## Sukcesy
Győri ETO FC
- mistrzostwo Węgier: 2012/13

Videoton FC
- mistrzostwo Węgier: 2010/11
- Superpuchar Węgier: 2011